# Dedicated Kinks
Dedicated Kinks è il quarto extended play del gruppo musicale britannico The Kinks pubblicato nel 1966.

## Tracce
1. Dedicated Follower Of Fashion
2. Till The End Of The Day
3. See My Friends
4. Set Me Free

## Formazione
- Ray Davies: voce e chitarra elettrica
- Dave Davies: chitarra elettrica
- Mick Avory: batteria e percussioni
- Pete Quaife: basso